# Wacław Koranda Młodszy
Wacław Koranda Młodszy (czes. Václav Koranda Mladší, niem. Wenzel Koranda von Pilsen, łac. Wenceslaus Coranda de Plzna; ur. między 1422 a 1424, zm. w lutym 1519 w Pradze) – husycki teolog, rektor Uniwersytetu Karola, uczestnik poselstwa do papieża Piusa II w 1462 roku, administrator kościoła utrakwistów czeskich w latach 1471 - 1497.